# Pastador
Le Pastador est une pâte à tartiner au cacao, produite par Côte d'Or à partir de 1952. Concurrent du Nutella en son temps, sa production est arrêtée en 1990.
Une nouvelle pâte à tartiner côte d'or est commercialisée depuis 2001 en Belgique.
Quelques sites de militantisme humoristiques (« mouvement pour le retour du Pastador ») font appel au retour de la marque, elle revient en grande surface en France en 2013.